# Festa Major de Sitges
La Festa Major de Sitges és una festa declarada d'interès nacional per la Generalitat de Catalunya que se celebra entre el 21 i el 27 d'Agost en honor de Sant Bartomeu apòstol (24 d'agost). Els seus actes més tradicionals se celebren en les anomenades 36 hores dels dies 23 i 24 d'agost.

## Història[calcitació]
- 1595: Al llibre de la Claveria de la Universitat de Sitges es recullen entre d'altres el pagament fet al rector de Sant Pere de Ribes per a fer-se càrrec del sermó de l'ofici de Sant Bartomeu.
- 1624: Els músics que van prendre part en la Festa Major van cobrar 4 lliures.
- 1700: Els músics de Vilafranca que prenen part en la Festa Major varen cobrar 14 lliures.
- 1843: Per primera vegada hi ha referència escrita que es passegi la imatge de Sant Bartomeu per la població durant la festivitat.
- 1847: Primera referència escrita del Ball de gitanes.
- 1853: Per primera vegada les festes de la població tenen denominació de Festa Major i s'hi tiren focs artificials. En aquell any hi varen participar "El Ball de Sant Bartomeu", diables, bastons, gitanes, cercolets i la moixiganga.
- 1868: Referència escrita de les participacions en la Festa Major d'almenys el Ball de Bastons, el Ball de Malcasats, el Ball de Diables, el Ball de les Criades i la Moixiganga. De nit hi varen haver focs artificials i ball públic al "Teatre Vell".
- 1877: Se celebren dues festes majors paral·leles organitzades pel Casino Prado Suburense i la Societat El Retiro a causa de la gran rivalitat entre aquestes dues entitats i un malentès amb l'Ajuntament.
- 1886: Gràcies a l'Eco de Sitges les cròniques de la Festa Major es poden consultar en aquest mitjà des d'aquest any.
- 1903: Els gegants llueixen per primera vegada la Medalla de Plata que varen guanyar l'any anterior a les festes de la Mercè de Barcelona.
- 1908: A causa de les circumstàncies estatals a la festa només hi participen els Diables, els Bastons, els Pastorets i els Cercolets.
- 1918: L'Ajuntament comença a tractar la Festa Major com un reclam turístic anunciant-la a les estacions de ferrocarril de la rodalia de Barcelona.
- 1922: Primera aparició del "nou" Drac de Sitges. Va arribar a les 21:30 del 23 d'agost i va ser rebut per tots els balls populars a la Punta. S'estrenen quatre cabeçuts: "Patufet", "Bernat", "Tecla" i "Bartomeu".
- 1928: Abans dels focs artificials s'inauguren les escales de la punta.
- 1936-37-38: A causa de la Guerra Civil espanyola no se celebra la Festa Major. El 21 de juliol de 1936 l'Església parroquial va ser saquejada però la petita imatge de "Sant Bartomeu" que es passeja pel poble va restar intacta.
- 1942: Els balls populars presenten "Els Gegantets" i un nou cabeçut.
- 1945: El 5 d'agost, dia de la Verge del Vinyet, els balls populars incorporen "L'Àliga", que havia estat construïda a "Can Figols".
- 1947: Primera interpretació de la sardana La Processó de Sant Bartomeu d'Antoni Català quan la processó passa pel Cap de la Vila, tradició que perdura encara avui en dia.
- 1952: Es crea l'Escola de Grallers de Sitges a causa de la dificultat de trobar gralles d'altres poblacions.
- 1956: Primera referència de participacions exteriors importants: A la matinal varen participar "Els nens del Vendrell", el "Ball de Gitanes de Vilanova i la Geltrú" i la Banda del Regiment Jaén XXV.
- 1965: El diumenge 22 d'agost s'inauguren els nous gegants petits de Sitges que amb el temps han passat a ser coneguts com a Gegants Americanos (o Cubanos).
- 1970: És l'últim any que se celebren les misses solemnes completes de la vigília.
- 1971: Es crea la primera colla castellera de la vila: "Els Castellers de Sitges", que actuen amb camisa blava, pantaló blanc i faixa negra. Aconsegueixen un pilar de quatre, el 4 de 5, el 3 de 5, la torre de 5 i el pilar de 4 aixecat per sota. Es crea la nova Escola de Grallers de Sitges, hereva de l'Escola de 1952, a mans del sitgetà Blai Fontanals i Argenter.
- 1974: Participen per primera vegada una moixiganga infantil i Els Falcons. S'estrenen els Gegants d'en Montornès que avui en dia actuen per la matinal de Santa Tecla.
- 1977: L'Ajuntament obliga per primera vegada a tancar els comerços el dia 24 d'agost perquè és festa local. Durant la Festa Major s'inaugura també l'Hort de Can Falç com a parc públic.
- 1979: S'estrena la parella de Gegants Moros fets per artesans sitgetans en record dels antics Gegants Moros dels germans Querol.
- 1980: Per primera vegada el Ball de les Panderetes és integrat per sitgetans i no es contracta a fora. Es planteja la matinal infantil per a Santa Tecla.
- 1982: Primera Festa major on participa el Ball de Cintes de l'Agrupació de Balls Populars de Sitges.
- 1984: Una festa conflictiva tot i l'estrena de la nova Àguila (feta de fibra de vidre), ja que diversos balls no varen participar en els actes a causa d'un polèmic article escrit a L'Eco de Sitges.
- 1988: A causa de les crisis internes deixen de participar en la festa els Castellers de Sitges.
- 1991: La Generalitat de Catalunya declara la Festa Major de Sitges festa tradicional d'interès nacional.
- 1993: Apareix una nova colla de castellers, la Colla Jove de Castellers de Sitges que vesteixen camisa de color vi i pantalons blancs. Avui en dia encara perduren i han realitzat un 4 de 8 com a màxima fita, també participen en la Festa Major.
- 1995: Les càmeres del Canal 33 de TVC filmen la Festa Major per al programa cultural "Tarasca". Es filma l'entrada de grallers, els balls populars i s'entrevista a Isidre Pañella i al pregoner Joan Yll.
- 2013: L'Agrupació de Balls Populars de Sitges enregistra un documental sobre les 36 hores de la festa major de Sitges anomenat Sitges, sentiments de festa.

## Balls populars
El Protocol de la Festa Major de Sitges, aprovat l'any 2006, a més de conservar molts altres aspectes indica que per tal que perdurin els balls, caldrà que rebin una protecció especial:

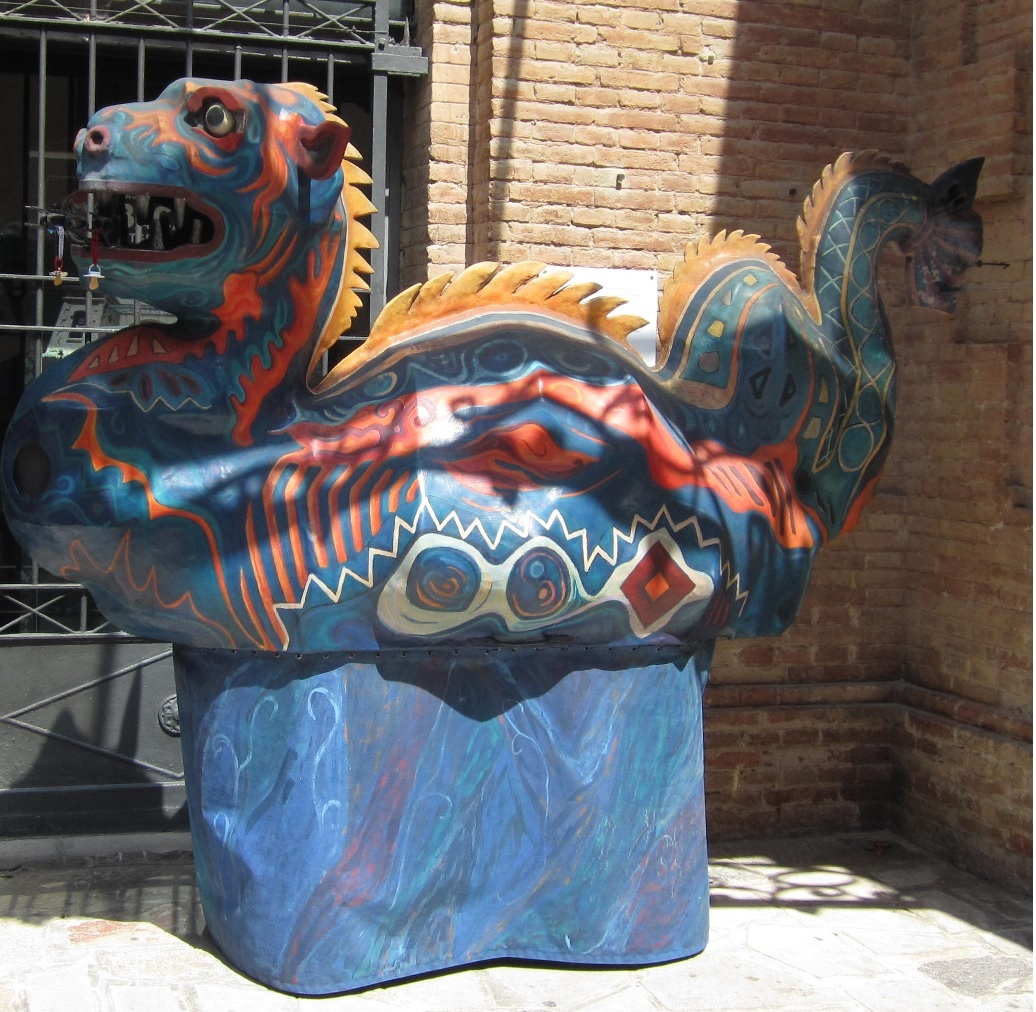
El Drac de Sitges a la Festa Major del 2014

- Drac de Sitges. També conegut com «La Fera Foguera», és el més important element del bestiari popular i s'utilitza des de l'any 1922,[2] quan va arribar a la vila en vaixell a les 21:30 del 23 d'agost, rebut a la Punta per tots els balls del moment. És l'únic drac ''marí'' de Catalunya, i els seus colors característics són el blau i el taronja. Construït pel mestre Agustí Ferrer i Pino, reflecteix l'etapa simbolista de l'artista, amb les seves formes abstractes i modernes, allunyant-se de les representacions tradicionals de Feres Fogueres arreu del país.[3] Els colors originals van ser substituïts aviat pels més clàssics verd per les escates, i vermell i groc pels detalls, fins que l'any 2011 es va procedir a la restauració integral del Drac, recuperant les tonalitats i formes originals, tornant a la bèstia una personalitat única. La restauració es va fer a partir dels registres fotogràfics de l'època i analitzant la paleta del pintor, en un procés dut a terme amb el major respecte possible i fruit de la col·laboració de l'Ajuntament de Sitges i el Consorci del Patrimoni de Sitges.[3] Té una alçada[4] de 229 cm, amplada de 115 cm, llargada de 311 cm, i va ser fet de fusta, tela metàl·lica, cartró pedra, pintura plàstica i vernís. Pesa 105 kg i requereix 15 portants. El foc té 6 carretilles per la boca, així com sortidors francesos, i 16 més per la cua.[5]
- Els Gegants
- Els Gegants Moros
- Els Gegants Americanos

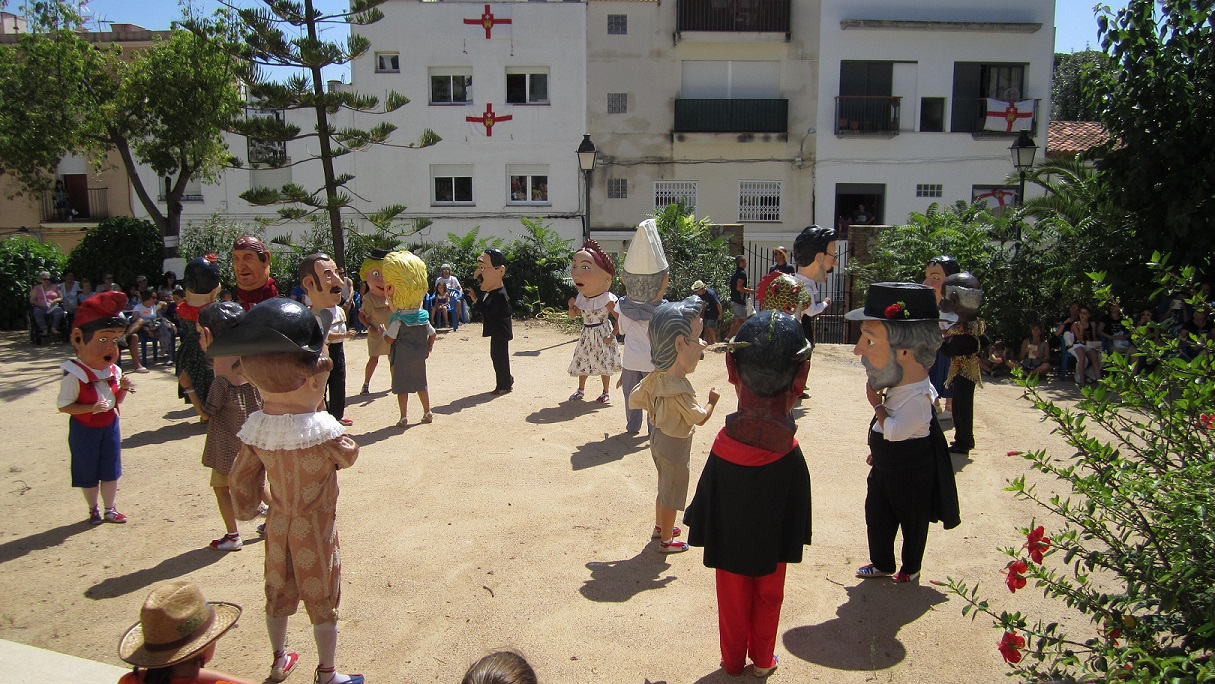
Cabeçuts a l'Hospital, Festa Major del 2014

- Els Cabeçuts probablement s'incorporaren al seguici festiu de Sitges a la fi del segle xix i, en tot cas, la primera referència escrita situa aquests capgrossos a la Festa Major del 1897, amb referències immediatament posteriors els anys 1899, 1902 i 1903. Un gran nombre de figures han integrat el ball al llarg dels anys: el 1922, per exemple, s'estrenaren les efígies del cavaller Bernat, la Paula, en Robert i en Patufet: aquest darrer, l'únic d'aquella fornada que encara es conserva, en l'actualitat surt també amb la Rosseta, del 1923. Als anys 40 i 50 s'afegiren diversos cabeçuts més, fins a arribar a la vintena. El 1978 els cabeçuts deixaren de sortir com a acompanyants dels gegants, per passar a fer un Ball de nans propi, i en el període posterior diversos personatges sitgetans populars passaren a tenir una contrapartida al ball. En l'actualitat (2019), la colla disposa de més de trenta caps variats (encara que no tots surtin simultàniament a les festes majors)[6]
- La Colla Vella de Diables de Sitges
- La Colla jove de Diables de Sitges
- L'Àguila
- La Colla de Diables de l'Associació de Balls Populars de Sitges
- El Ball de Cercolets de Sitges
- Els Balls de Bastons de Sitges
- El Ball de les Panderetes de l'ABPS
- El Ball de les Cintes de l'ABPS (fundat el 1982)
- El Ball de Pastorets de l'ABPS
- El Ball de les Gitanes BT
- El Ball de les Gitanes de l'ABPS
- La Colla Jove de Castellers de Sitges
- La Moixiganga de Sitges

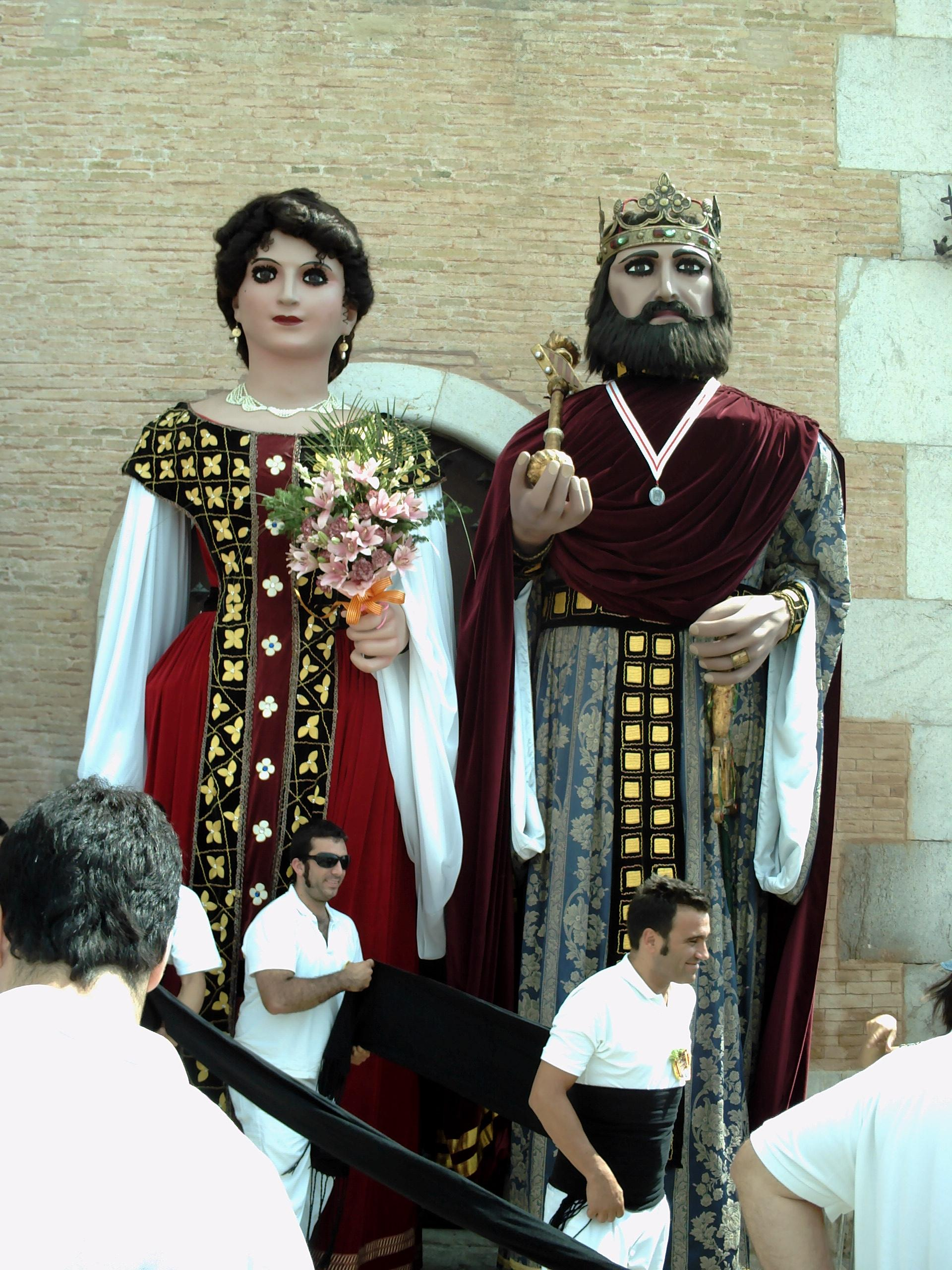
Gegants de Sitges
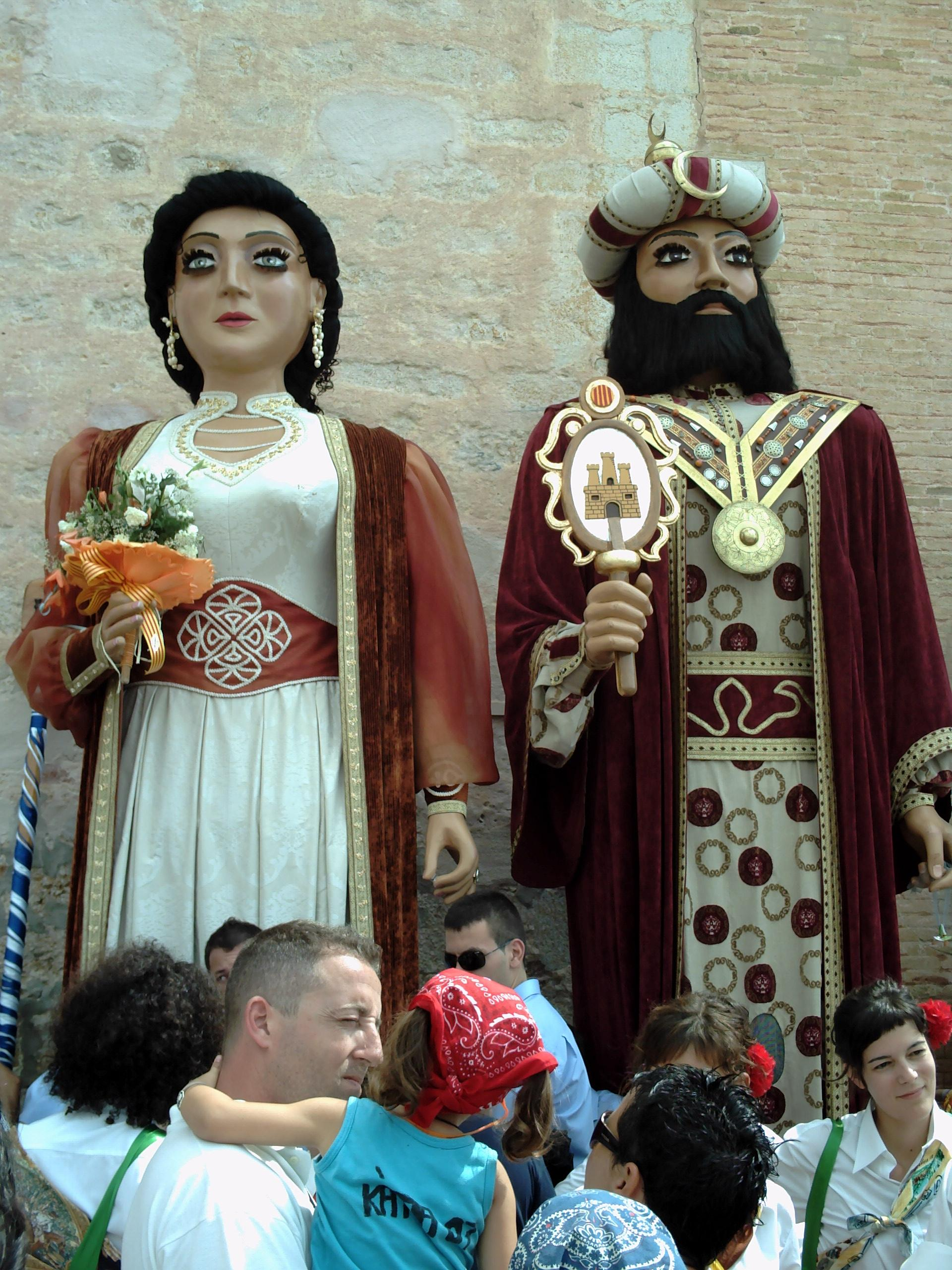
Gegants moros
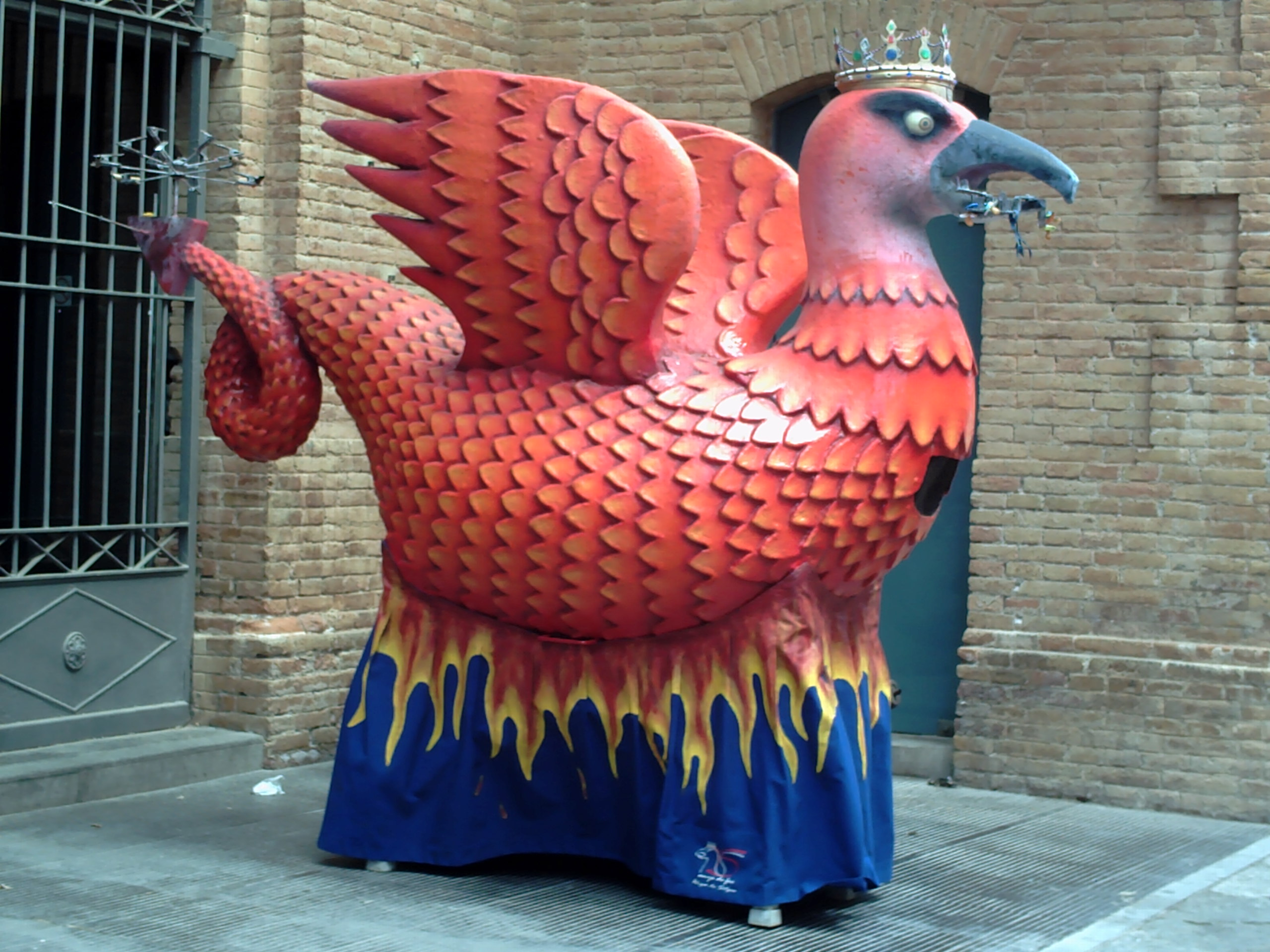
Àliga
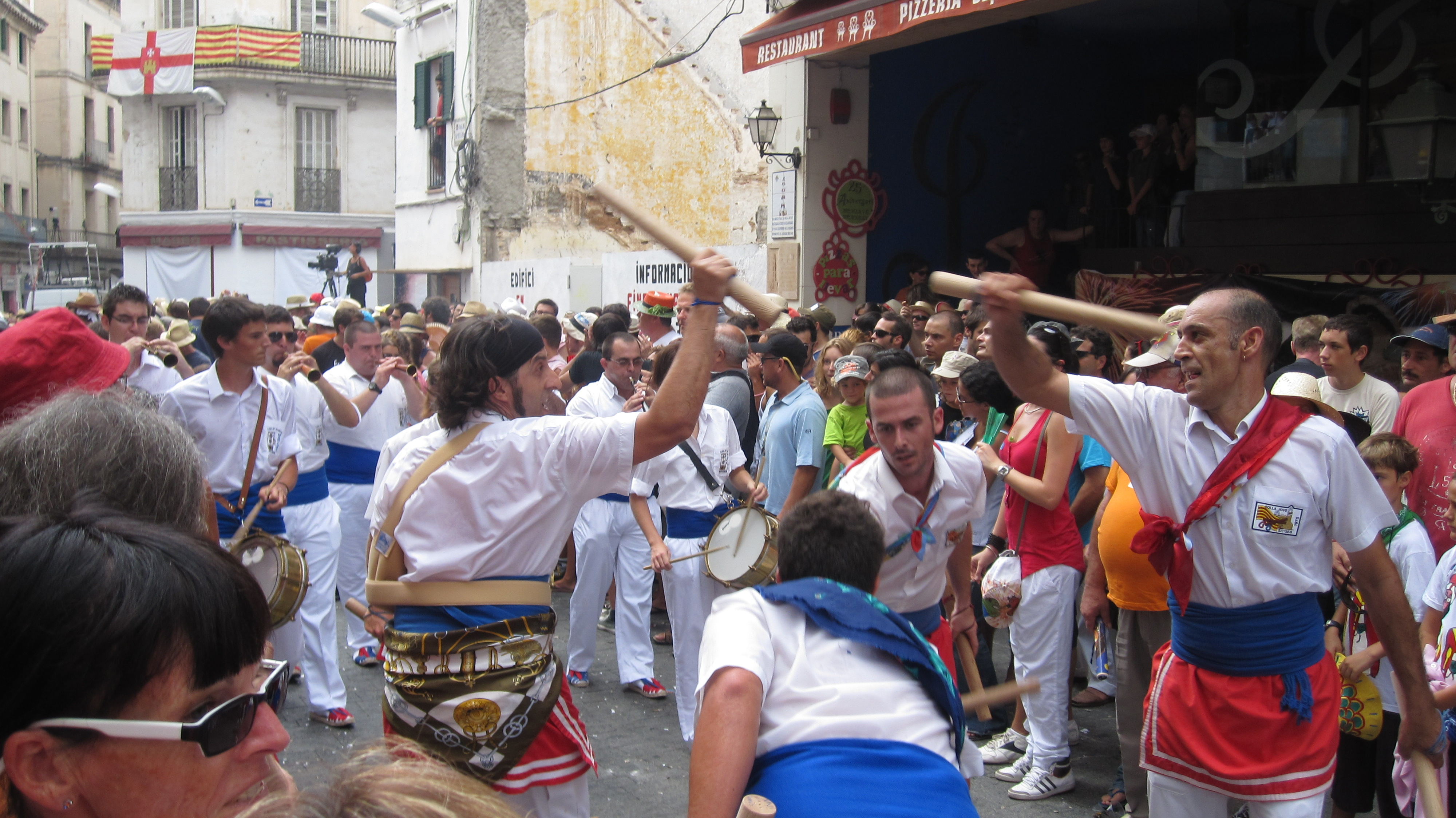
Ball de Bastons de Sitges
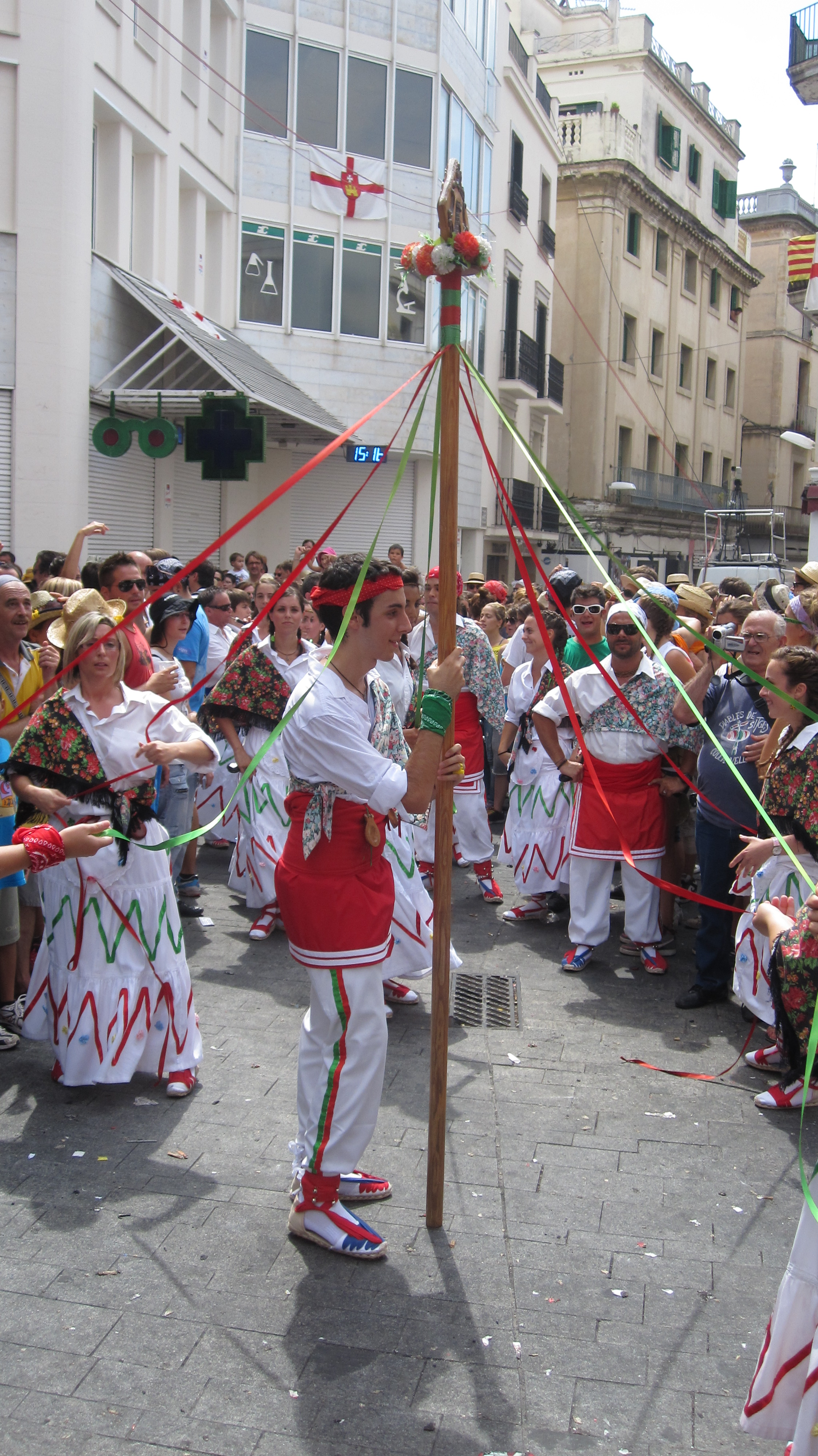
Ball de Gitanes (BT)
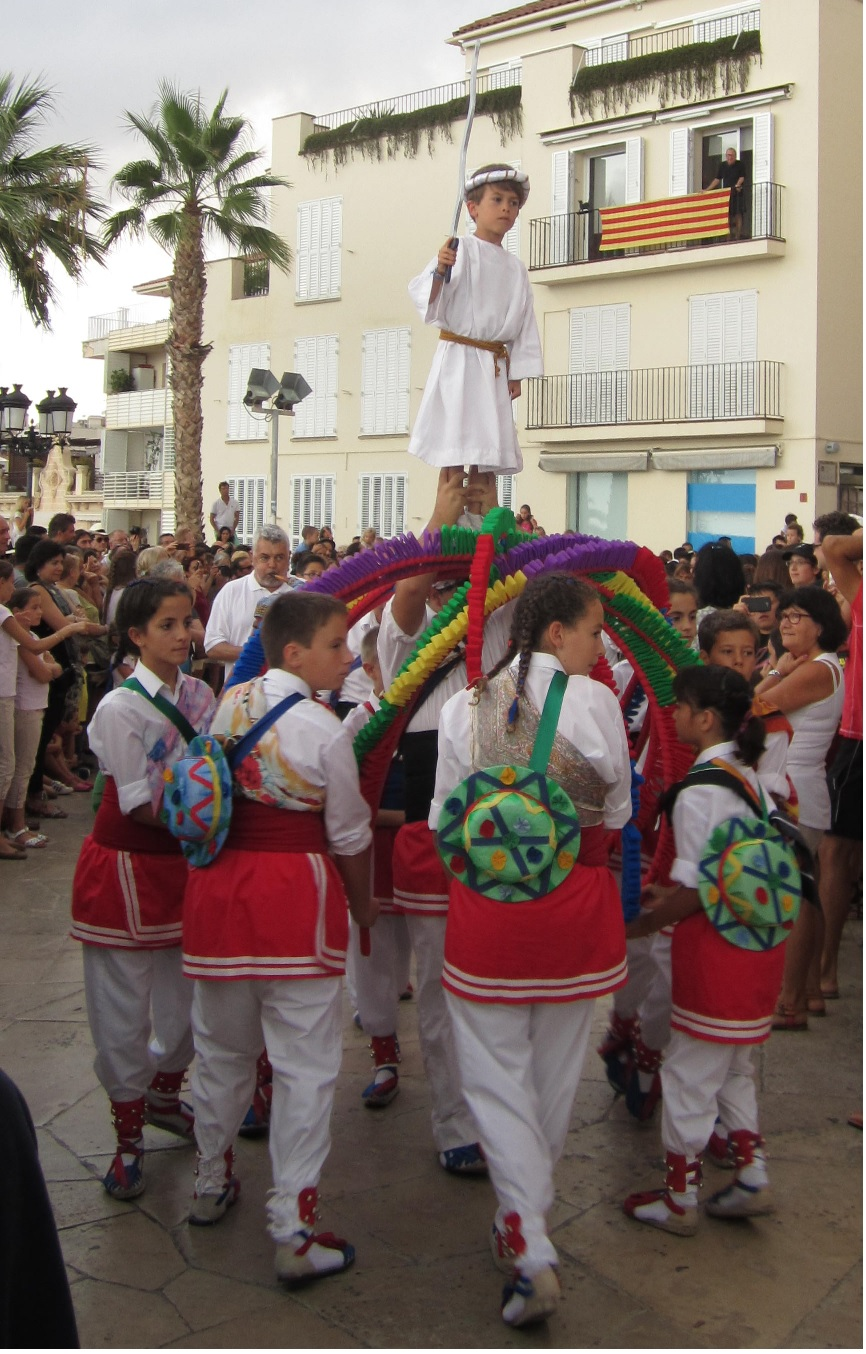
Ball de cercolets
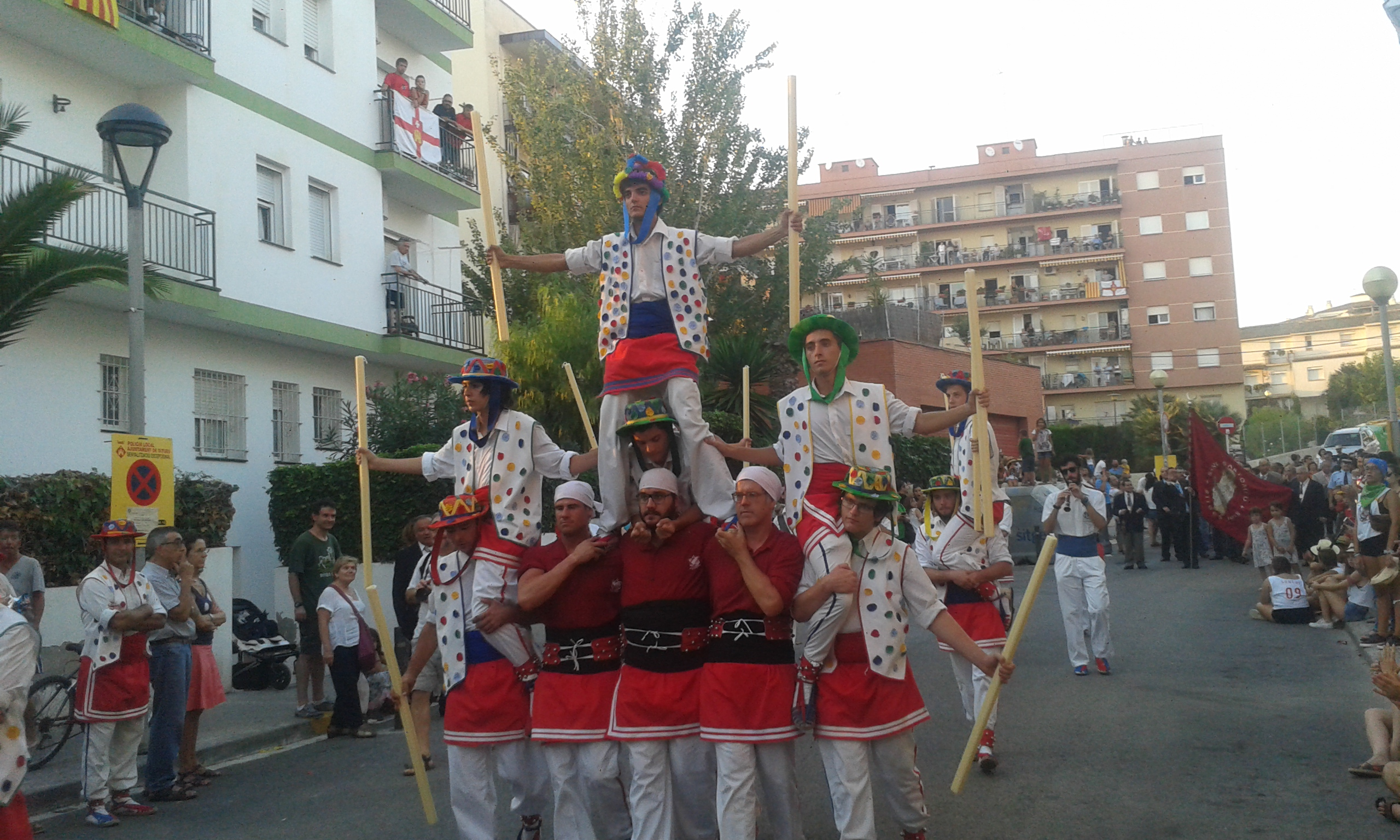
Moixiganga

## Balls desapareguts
Al llarg dels anys els següents balls no han perdurat:
- Els Falcons de Sitges. El grup s'inicià per un grup d'amics, alguns dels quals membres dels Castellers de Sitges, que s'inspiraren en els Falcons de Vilafranca, els de Sant Vicenç dels Horts i Llorenç del Penedès. Encetaren els assaigs el setembre del 1973 i feren la primera exhibició pública el març del 1974. Amb el seu uniforme característic blanc amb faixa blava, la colla sortí a les festes majors dels anys 1974 al 1989, en què es dissolgué. Com a figures destacades tingueren la pira d'onze i el cinc de cintura (1977). L'any 1990 es ressuscitaren breument els falcons a Sitges, de la mà de l'Agrupació de Balls Populars: la Nova Colla de Falcons de Sitges tingué una vida efímera i sortí únicament a la festa major del 1990.[7]

- Els Cavallets: Varen actuar únicament a les Festes de l'any 2004[8] i el rebuig popular envers un ball sense tradició a Sitges, juntament amb la creació del Protocol de Festa Major, feren que aquest ball no tingués continuïtat.

## Actes tradicionals
Aquests actes són els que han perdurat durant els anys i que no es veuen alterats en els programes entre festes majors successives.

### Pregó
De tradició relativament recent (el primer és del 1985), es llegeix el 21 d'agost i convida els ciutadans a participar de la Festa Major. Els pregoners han estat sempre sitgetans, tret dels dos primers, Josep Maria Lladó (1985) i Andreu Avel·lí Artís Sempronio (1986). Alguns altres pregoners: La Cubana (1992), Vinyet Panyella (1996), Janio Martí (2002), Miquel Forns (2003), Rita Marzoa (2004) i Isidre Pañella (2008).

### Lliurament de la Bandera
La rep el president o presidenta de la Comissió de Festa Major i Santa Tecla per part de l'estament eclesiàstic el dia 22 d'Agost i és portada en cercavila fins al domicili del president o presidenta de la Comissió de Festes. A l'acte de lliurament es fa lectura del poema que la Comissió de Festes encarrega cada any a un o una poeta o col·lectiu poètic en honor de la bandera de Sant Bartomeu, i es canten els Goigs de Sant Bartomeu.

### Entrada de Gralles
Es produeix el 23 d'agost a les 12 del migdia i dona inici a les anomenades 36 hores. Diverses colles de grallers de Sitges (Colla la Sitja, Colla Maricel, Escola de Grallers de Sitges i la Colla dels Marcets) pugen pel carrer Sant Francesc fins a la plaça del Cap de la Vila, on entren tocant el Toc de Matinades i seguidament executen temes i versions per a gralla. Les seves actuacions successives constitueixen un dels moments més tradicionals de la festa.

### Sortida de les Dues
El repic de campanes i l'esclat de vint-i-un morterets marquen l'arrencada de la festa popular i la sortida dels Balls des de la Plaça de l'Ajuntament. Simultàniament, al Cap de la Vila la cobla interpreta les sardanes Festa Major (d'Enric Morera) i La Processó de Sant Bartomeu (d'Antoni Català) en espera que arribin els balls populars de la Sortida de les Dues.
Els balls surten de la plaça de l'ajuntament i baixen el carrer Major fins al Cap de la Vila, a on fan una actuació. Tot seguit, els balls es parteixen per anar primer uns a l'Hospital de Sant Joan i a la Residència Les Magnòlies, i els altres -tradicionalment- davant de la casa de l'alcalde. En acabant les seves actuacions els balls es creuen per anar a l'altre lloc. L'aleshores alcalde Jordi Baijet canvià l'actuació a casa de l'alcalde per una exhibició a l'Hort de Can Falç, tradició que continuà el seu successor Miquel Forns.

### Processó de la Bandera
Surt del domicili del president de la Comissió de Festa Major i Santa Tecla amb tots els balls populars que es dirigeixen a la casa del pendonista de l'any. Allà es recull el Sant i d'allí es va cap a la parròquia on el rector els rep. El tabernacle amb el sant es col·loca a l'altar a punt de presidir l'ofici de l'endemà.

### Castell de focs
Es llança des de la Punta i el seu espigó, amb el públic repartit al llarg del passeig marítim. És possiblement l'acte més concorregut de la festa, amb milers de visitants forasters. Posteriorment els balls populars realitzen la baixada per les escales de la punta. Habitualment quan finalitza la baixada i si la meteorologia ho permet hi ha sardanes i ball d'orquestra per tal d'amenitzar l'espera fins a la matinal.

### Matinal
Es realitza a la matinada del dia 24. De nou apareixen tots els balls populars i és tradicional que des de tres cotxes de cavalls al final del seguici es reparteixin flors (nards i altres) a les noies que ho desitgin. També són tradicionals les passades de faixes en què el públic pot participar amb els balls populars.

### Entrada d'Ofici
Les autoritats civils, el jutge de pau, la comissió de Festa Major, el pendonista i els cordonistes i el pregoner/a surten de l'Ajuntament i acompanyats per la banda s'adrecen a la parròquia on són rebuts pel rector; tot seguit es concelebra el solemne ofici de Sant Bartomeu.

### Sortida d'Ofici
En acabar l'ofici de Sant Bartomeu tots els balls i entremesos fan passada des del Baluard fins a la plaça de l'Ajuntament, mentre, simultàniament, la cobla interpreta la sardana Festa Major i la banda executa pas-dobles.
Els pastorets, cercolets, moixiganga i la Colla Jove de Castellers de Sitges fan el seu ball muntat davant l'ajuntament, mentre els altres balls fan passada. En acabar, la banda, els gegants i els cabeçuts fan una segona passada. En finalitzar, els Castellers de Sitges fan una actuació.

### Concerts
En acabat l'ofici i a mitja tarda, la banda i la cobla fan els Concert-vermut i el Cafè-concert a les entitats Casino Prado Suburense i Societat Recreativa el Retiro. La formació que al matí actua en un lloc a la tarda ho fa a l'altre, i a l'inrevés.

### Processó de Sant Bartomeu.
Surt a la tarda, de l'església parroquial, presidida per les autoritats civils i eclesiàstiques i el pendonista acompanyat dels cordonistes. En tornar a la parròquia tots els balls reben el sant ballant conjuntament i les colles de foc fan una encesa. A l'església el rector dirigeix unes breus paraules als assistents agraint-los la seva assistència a la processó. En acabada la processó, a la plaça de l'ajuntament els gegants, l'àliga i el drac s'acomiaden amb una bona ballada posant fi a les intenses 36 hores de la Festa Major sitgetana.